# Niinijärvi (sjö i Norra Österbotten)
Niinijärvi är en sjö i Finland. Den ligger i kommunen Haapajärvi i landskapet Norra Österbotten, i den centrala delen av landet, 400 km norr om huvudstaden Helsingfors. Niinijärvi ligger 121,2 meter över havet. Arean är 9,3 hektar och strandlinjen är 1,61 kilometer lång. Sjön  ingår i Kalajoki älvs huvudavrinningsområde.   I omgivningarna runt Niinijärvi växer i huvudsak blandskog.